# La Ferté-Vidame
La Ferté-Vidame är en kommun i departementet Eure-et-Loir i regionen Centre-Val de Loire strax norr om centrala Frankrike. Kommunen ligger i kantonen La Ferté-Vidame som tillhör arrondissementet Dreux. År 2022 hade La Ferté-Vidame 558 invånare.

## Befolkningsutveckling
Antalet invånare i kommunen La Ferté-Vidame
Referens:INSEE